# Darren Bent
Darren Ashley Bent (London, 1984. február 6. –) angol válogatott labdarúgó, legutóbb a Burton Albionban játszott. Korábban játszott az Ipswich Town, a Charlton Athletic, a Tottenham Hotspur és a Sunderland csapataiban. 2007-ben igazolt az észak-londoni Spurs csapatához klubrekordot jelentő összegért, 16,65 millió fontért. 2011. január 17-én szintén klubrekordnak számító összegért váltott klubot, ezúttal az Aston Villa adott ki érte 18+6 millió fontot.
Tagja volt az angol U19-es és U21-es válogatottnak, 2006-tól a felnőtt válogatottban játszott egészen 2011-ig.

## Személyes információk
Bent Tooting-ban, Dél-Londonban nőtt fel, majd 10 évesen Cambridgeshire-be ment, hogy játsszon a Godmanchester Rovers csapatában. Gyerekkorában az Arsenal szurkolója volt.

## Pályafutása

### Ipswich Town
A játékos 14 éves korában csatlakozott a klub ificsapatához. 2001-ben játszott az FA ifista kupájának elődöntőjében, ami profi szerződést hozott neki a csapatnál. 2001. november 1-jén debütált a Helsingborg ellen az UEFA-kupában, első gólját a Newcastle United ellen szerezte 2001. november 27-én egy 4-1-es vereséggel végződő Ligakupa mérkőzésen.
A bajnokságban először 2002. április 24-én volt eredményes a Middlesbrough ellen. Csapata az ő góljával nyerte meg a találkozót. A 2001–2002-es szezont 7 mérkőzéssel és 2 góllal zárta. A következő szezonban 18 gólt szerzett, többek közt a Slovan Liberec ellen az UEFA-kupában 2002 októberében a győzelmet jelentő gólt. A 2003-04-es idényben 16, majd 2004-05-ben 19 gólt szerzett, ezzel ő lett a csapat második legtöbb gólt szerző játékosa.

### Charlton Athletic

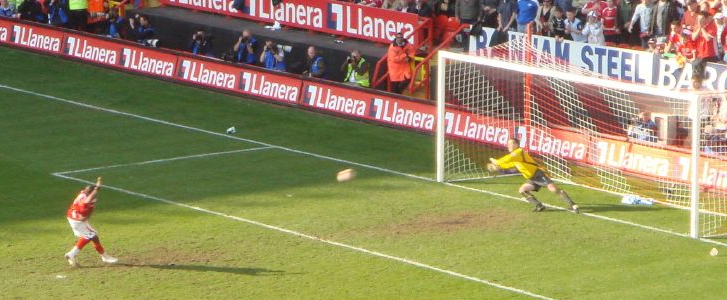
Bent tizenegyese a Wigan Athletic ellen a 86. percben, ami 1–0-s Charlton győzelmet eredményezett

2005 júniusában igazolt át a Charlton Athletic-hez közel 3 millió fontért. Debütáló mérkőzésén, a 2005-06-os szezon nyitómérkőzésén két gólt szerzett a Sunderland ellen, és ő lett augusztusban a hónap játékosa a Premiershipben. A szezonban ő lett a legtöbb gólt szerző angol játékos a Premier League-ben, és a harmadik a gólszerző tabellán, valamint jelölve volt a Szezon Charlton Athletic Játékosa díjra. Szerződését a szezon letelte után meghosszabbította 2010-ig.
A 2006-07-es szezont 13 bajnoki góllal zárta, és ismét a Charlton gólkirálya lett, ennek ellenére a csapat a szezon végén kiesett az élvonalból. 2007 júniusában a West Ham United jelentkezett be érte, és a Charlton el is fogadta a klub ajánlatát, de Bent végül a Tottenham Hotspurt választotta.

### Tottenham Hotspur

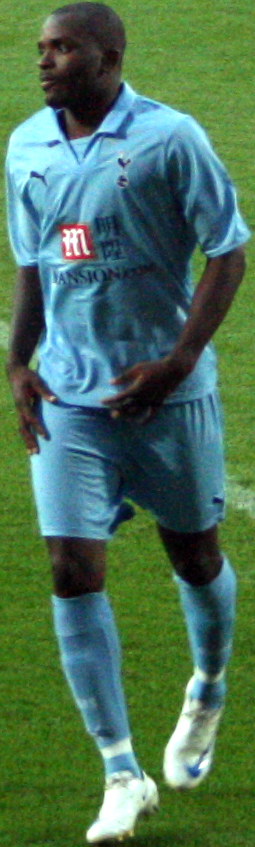
Bent a Tottenham-ben a Norwich City elleni barátságos mérkőzésen

Az átigazolást 2007. június 29-én véglegesítették. A játékosért cserébe klubrekordnak számító 16,5 millió fontot fizetett a Tottenham. Első gólját debütálásakor, egy szezon előtti barátságos mérkőzésen szerezte a Stevenage Borough ellen 2007. július 7-én. A bajnokságban először a 4–0-s hazai győzelemmel végződő meccsen a Derby County ellen, augusztus 18-án volt eredményes, majd az UEFA-kupában is betalált az Anórthoszi Ammohósztu ellen szeptember 20-án. A mérkőzést a Tottenham nyerte 6-1-re. A Portsmouth elleni decemberi mérkőzés óta egészen a február 9-i Derby elleni meccsig térdsérülés miatt hiányzott.
Pályafutásának századik gólját 2008. március 9-én szerezte a West Ham United ellen hazai pályán a bajnokságban. A mérkőzést a Tottenham nyerte 4–0-ra. Szintén ő lőtte a 2007-08-as szezon századik, a White Hart Lane-en szerzett gólját a Portsmouth elleni 2–0-ra megnyert mérkőzésen március 22-én.
A 2008-09-es szezon előtti barátságos mérkőzéseken 13 gólt szerzett. A gólszerzést a Tottenham második mérkőzésén a spanyol CD Denia ellen, 2008. július 19-én kezdte, 2008 július 24-én a Hércules CF ellen is eredményes volt. 2008. július 28-án a Norwich City elleni mérkőzésen négy gólt szerzett, csapata 5–1-re nyert. Két nappal később, 2008. július 30-án a Leyton Orient ellen mesterhármast jegyzett. Augusztus 1-jén Rotterdamban a Celtic elleni 2–0-s győzelembe segített egy góllal, majd két nap múlva a Borussia Dortmund ellen is betalált. Végül a Spurs utolsó, talán a leglényegesebb nyári barátságos mérkőzésén, az AS Roma ellen is eredményes volt kétszer.
A 2008–09-es szezonban először a 3. fordulóban, a Chelsea ellen volt eredményes a Stamford Bridge-en, góljával pontot mentett csapatának.

### Válogatott
Bent az angol U19-es és az U21-es válogatott tagja is volt. Az U21-es válogatottban 14-szer lépett fel és 8 gólt szerzett. Első mérkőzését Olaszország ellen játszotta 2003 februárjában.
A felnőtt válogatottba a 2005. augusztus 17-ei Dánia elleni barátságos mérkőzésre kapott először meghívást, de nem kapott játéklehetőséget. Első mérkőzését 2006. március 1-jén játszotta Uruguay ellen az Anfield-en.

## Statisztika
Frissítve: 2008. november 9.
| Csapat            | Szezon   | Bajnokság | Bajnokság | Kupa  | Kupa | UEFA  | UEFA | Összesen | Összesen |
| Csapat            | Szezon   | Meccs     | Gól       | Meccs | Gól  | Meccs | Gól  | Meccs    | Gól      |
| ----------------- | -------- | --------- | --------- | ----- | ---- | ----- | ---- | -------- | -------- |
| Ipswich Town      | 2001–02  | 5         | 1         | 1     | 1    | 1     | 0    | 7        | 2        |
| Ipswich Town      | 2002–03  | 35        | 12        | 5     | 5    | 3     | 1    | 43       | 18       |
| Ipswich Town      | 2003–04  | 39        | 16        | 2     | 0    | 0     | 0    | 41       | 16       |
| Ipswich Town      | 2004–05  | 47        | 19        | 3     | 0    | 0     | 0    | 50       | 19       |
| Ipswich Town      | Össz.    | 126       | 48        | 11    | 6    | 4     | 1    | 141      | 55       |
| Charlton Athletic | 2005–06  | 36        | 18        | 8     | 4    | 0     | 0    | 44       | 22       |
| Charlton Athletic | 2006–07  | 32        | 13        | 3     | 2    | 0     | 0    | 35       | 15       |
| Charlton Athletic | Össz.    | 68        | 31        | 11    | 6    | 0     | 0    | 79       | 37       |
| Tottenham Hotspur | 2007–08  | 27        | 6         | 1     | 0    | 8     | 2    | 36       | 8        |
| Tottenham Hotspur | 2008–09  | 12        | 7         | 0     | 0    | 4     | 4    | 16       | 11       |
| Tottenham Hotspur | Össz.    | 39        | 13        | 1     | 0    | 12    | 6    | 52       | 19       |
| Összesen          | Összesen | 233       | 92        | 23    | 12   | 16    | 7    | 272      | 111      |